# A2-es autópálya (Németország)
Az A2 (németül: Bundesautobahn 2, vagy röviden BAB 2) egy autópálya Németországban. Hossza 486 km

## Története
A Hannover–Berlin szakasz építése betonlapokból 1934 márciusában kezdődött. 1937. január 10-én adták át a forgalomnak a Helmstedt és Burg közötti utolsó szakaszt (58,4 km). 1945-ben felrobbantják az Elba-hidat Hohenwarthe közelében. A kettéosztott Németország és Nyugat-Berlin időszakában az autópálya rendkívül fontos szerepet játszott Nyugat-Németország  és Nyugat-Berlin közötti tranzitkapcsolatként. Az autópálya Marienborn/Helmstedt–Dreilinden szakasza volt a legrövidebb közúti kapcsolat Nyugat-Berlin és az akkori szövetségi köztársaság területe között. Az NDK hatóságai a távolság alapján útdíjat vetettek ki, így az autósoknak ésszerű volt ezt a legrövidebb utat választani. Az A2-es autópálya volt emiatt a legnagyobb forgalmi sűrűségű tranzitútvonal. 1968-ban például a távolsági közúti tranzitforgalom 66%-a ezen az útvonalon haladt. (Összehasonlításképpen az A9-es Berlin–München autópályán ez az arány csak 20 % volt). 
Az 1977 és 1980 közötti felújítás során a régi betonlapok fölé 28–30 cm vastag aszfaltburkolatot tettek. A német újraegyesítést követően a forgalom erőteljesen növekedett. 1991 és 1993 között javítási és felújítási munkálatok folytak a végleges hatsávos bővítésig.

## Útja
Duisburg - Gelsenkirchen - Dortmund - Bielefeld - Hannover - Magdeburg - 

## Európai útszámozás
| Szám | Útvonal                     |
| ---- | --------------------------- |
|      | Oberhausen - Bad Oeynhausen |
|      | Bad Oeynhausen - Werder     |